# Jaskółki (Dolsk)
Jaskółki (alt. Jaskółki pod Dolskiem) – dawna miejscowość gminna, obecnie w granicach miasta Dolska, w miejscu gdzie obecnie rozpościera się część miasta o nazwie Śremskie Przedmieście (SIMC 0970626).
Jaskółki leżały na północny zachód od centrum Dolska, na północnym brzegu Jeziora Dolskiego Wielkiego, wzdłuż obecnej ulicy Kościańskiej. W miejscu gdzie znajdował się dawny dwór stoją obecnie obiekty sportowe miasta Dolska, a na północ od nich – osiedle o nazwie Jaskółki.

## Historia
Jaskółki to dawne dominium i gmina jednostkowa obejmująca cztery miejscowości: Jaskółki, folwark Kotowo, leśnictwo Miranowo i leśnictwo Brudnia. Pod koniec XIX wieku mieszkało tu 121 mieszkańców (23 ewangelików i 98 katolików), w tym 37 analfabetów.
W II RP Jaskółki posiadały status administracyjny obszaru dworskiego. 1 sierpnia 1934 zostały one siedzibą nowej zbiorowej gminy Jaskółki w powiecie śremskim w województwie poznańskim. 27 września 1934 Jaskółki utworzyły gromadę Jaskółki w gminie Jaskółki. Gminę tę zniesiono w 1939 roku.
Po wojnie gminy Jaskółki nie reaktywowano; utworzono natomiast jej terytorialny odpowiednik – gminę Dolsk z siedzibą władz w Dolsku. Jaskółki zachowały status gromady (sołectwa) w gminie Dolsk. W związku z reformą administracyjną kraju jesienią 1954 Jaskółki weszły w skład nowo utworzonej gromady Dolsk.
1 stycznia 1970 Jaskółki (21,68 ha) wyłączono z gromady Dolsk, włączając je do miasta Dolska.